# Akua
Akua ist ein weiblicher Vorname, der in Ghana große Verbreitung findet.
Akua ist ein Akan-Vorname und bedeutet „am Mittwoch geboren“.

## Verbreitung
Der Name kommt in Deutschland seit 2008 sporadisch in der Namensgebung vor. Von 2010 bis 2023 wurde er etwa 60 Mal vergeben. In der Schweiz tragen sieben Personen den Namen (Stand 2023). In Österreich ist der Name Akua selten anzutreffen, von 1984 bis 2023 wurde er nur ein Mal gewählt.
Der Name befindet sich in England seit 1996 fast jedes Jahr in den Vornamenscharts, er ist aber nur mäßig beliebt. In den USA kommt der Name seit den frühen 1970er Jahren fast jährlich in den Hitlisten vor. Von 1930 bis 2023 wurden rund 540 Mädchen so genannt. Die Vergabe ist auch in Dänemark, Schottland und Kanada nachgewiesen.

## Bekannte Namensvertreter
- Akua Anokyewaa (* 1984), ghanaische Fußballnationalspielerin
- Elizabeth Akua Ohene (* 1945), Journalistin, Kolumnistin, Redakteurin und Politikerin in Ghana
- Riddell Akua (* 1963), nauruischer Politiker und Mitglied des nauruischen Parlaments